# Biały obelisk

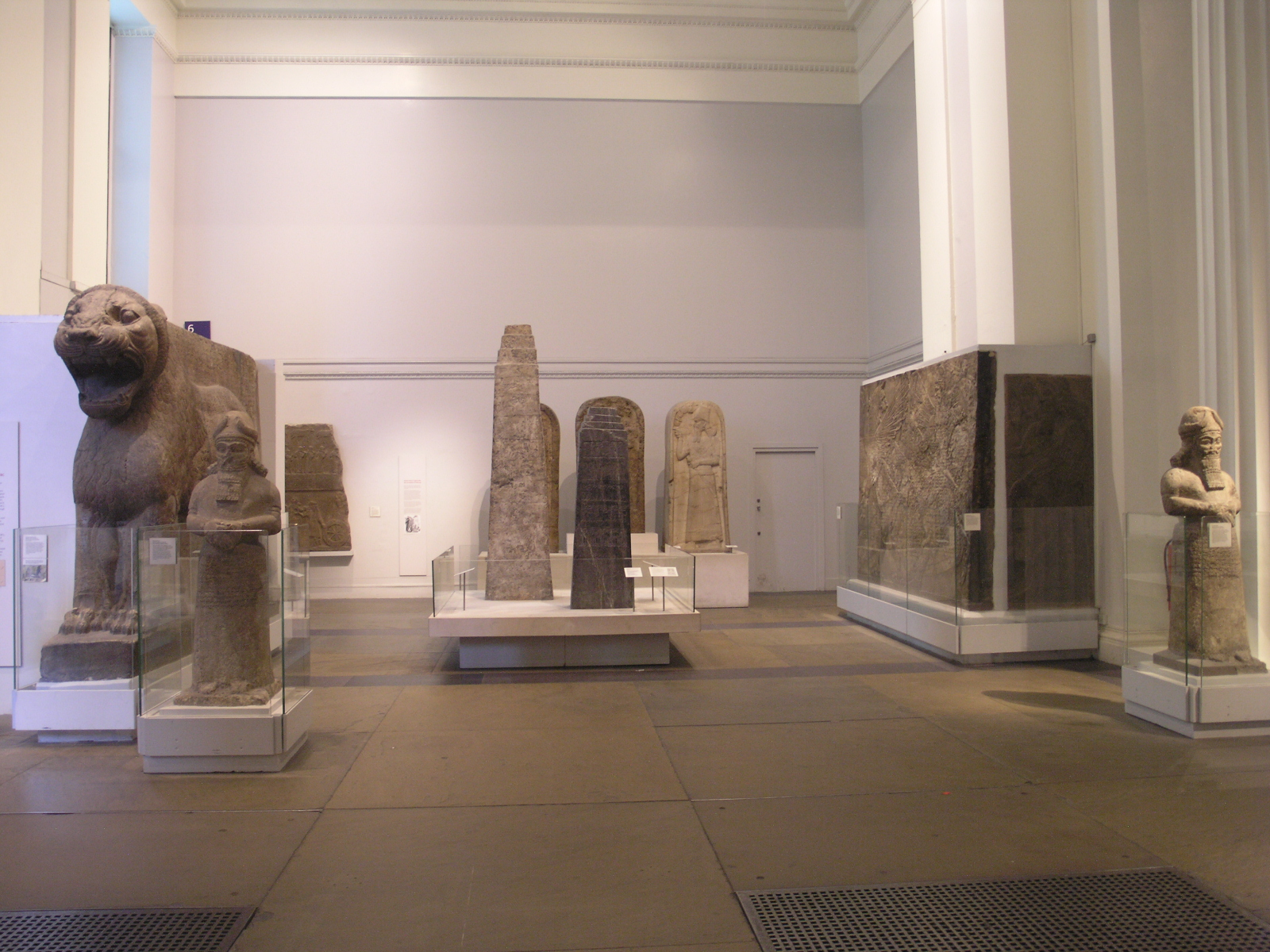
Asyryjskie zabytki w British Museum (Room 6: Assyrian sculpture)

Biały obelisk – kamienny, czworoboczny obelisk odnaleziony przez Hormuzda Rassama w 1853 roku w czasie prac wykopaliskowych w Niniwie. Nazwa zabytku, obecnie znajdującego się w zbiorach British Museum, nadana mu została w celu odróżnienia go od Czarnego obelisku, również znajdującego się w tym muzeum.

## Opis
Biały obelisk ma wysokość 2,85 metra, szerokość 0,70 metra i grubość 0,43 metra. Na jego szczycie znajduje się inskrypcja klinowa, której część jest niestety zbyt zniszczona by można ją było odczytać. W inskrypcji tej wymieniane jest imię króla asyryjskiego Aszurnasirpala, ale wśród uczonych wciąż panuje spór, czy chodzi tu o Aszurnasirpala I (1050-1031 p.n.e.) czy też Aszurnasirpala II (883-859 p.n.e.). Pewne przesłanki, jak na przykład ukazanie w scenach na obelisku królewskich dworzan w charakterystycznych nakryciach głowy podobnych do fezu, zdają się wskazywać na korzyść pierwszego z tych władców.
Zachowana część inskrypcji na szczycie obelisku opisuje asyryjskiego króla jako wielkiego zdobywcę, sprowadzającego do Aszur wielkie łupy, jeńców i liczne stada zwierząt.
Na każdym z czterech boków obelisku znajduje się osiem położonych jeden nad drugim paneli z przedstawieniami reliefowymi. Ukazane na nich zostały wyprawy wojenne króla, ściąganie trybutu, sceny bankietowe i religijne, polowania na zwierzęta. Jednej z przedstawionych scen religijnych towarzyszy inskrypcja, która wyjaśnia, iż scena ta przedstawiać ma króla składającego ofiarę z wina przed bóstwem z Niniwy, najprawdopodobniej boginią Isztar.